# Singapurische Fußballnationalmannschaft (U-20-Männer)
Die singapurische Fußballnationalmannschaft der U-20-Männer ist die Auswahl singapurischer Fußballspieler der Altersklasse U-20, die die Football Association of Singapore auf internationaler Ebene, beispielsweise in Freundschaftsspielen gegen die Junioren-Auswahlmannschaften anderer nationaler Verbände, aber auch bei der U-19-Asienmeisterschaft des Kontinentalverbandes AFC oder der U-20-Weltmeisterschaft der FIFA repräsentiert. Größter Erfolg der Mannschaft war das Erreichen des vierten Platzes bei der Asienmeisterschaft 1967.

## Teilnahme an U-20-Asienmeisterschaften
- 1959: 7. Platz
- 1960: Vorrunde
- 1961: Vorrunde
- 1962: Vorrunde
- 1963: Vorrunde
- 1966: Vorrunde
- 1967: 4. Platz
- 1968: Erste Runde
- 1969: Vorrunde
- 1971: Vorrunde
- 1972: Viertelfinale
- 1975: Vorrunde
- 1976: Vorrunde
- 1977: Vorrunde
- 1978: Vorrunde
- 1980 –  2025: nicht qualifiziert

## Ehemalige Spieler
- Abdul Rasaq (2019–2022, A-Nationalspieler)
- Farhan Zulkifli (2019, A-Nationalspieler)
- Hami Syahin (2015–2017, A-Nationalspieler)
- Harhys Stewart (2019–2020, A-Nationalspieler)
- Irfan Najeeb (2017–2018, A-Nationalspieler)
- Lionel Tan (2015, A-Nationalspieler)
- Nur Adam Abdullah (2017–2019, A-Nationalspieler)
- Ryaan Sanizal (2019, A-Nationalspieler)
- Shah Shahiran (2017, A-Nationalspieler)